# محمد خوتير زيتي
محمد خوتير زيتي ( من مواليد 19 أبريل 1989 في سطيف) هو لاعب كرة قدم جزائري يلعب حاليًا مع وفاق سطيف في الرابطة الجزائرية المحترفة الأولى  والمنتخب الوطني الجزائري . يلعب كظهير أيمن.

## المسيرة الكروية

### النوادي
في 7 يوليو 2009، انضم زيتي لشبيبة القبايل في انتقال مجاني من وفاق سطيف، ووقع عقدًا لمدة عامين مع النادي.  في موسم 2009-10، وهو الأول مع النادي، شارك في 11 مباراة وسجل هدفًا واحدًا. 
في 15 أغسطس 2010، سجل زيتي الهدف الوحيد لشبيبة القبايل على الأهلي المصري في مباراة فازت بها الشبيبة بنتيجة 1-0 في مرحلة المجموعات بدوري أبطال أفريقيا 2010.

### دوليًا
في مايو 2010، استدعي زيتي للمنتخب الجزائري تحت 23 سنة لمعسكر تدريبي في إيطاليا. في 16 نوفمبر 2011، اختير ضمن تشكيلة المنتخب الجزائري لبطولة أفريقيا تحت 23 سنة لكرة القدم 2011 التي جرت في المغرب.

## روابط خارجية
- محمد خوتير زيتي على موقع قاعدة بيانات كرة القدم.إي يو (الإنجليزية)
- محمد خوتير زيتي على موقع ناشيونال فوتبول تيمز (الإنجليزية)
- محمد خوتير زيتي على موقع Soccerway.com (الإنجليزية)